# Tramwaje w Usolu Syberyjskim

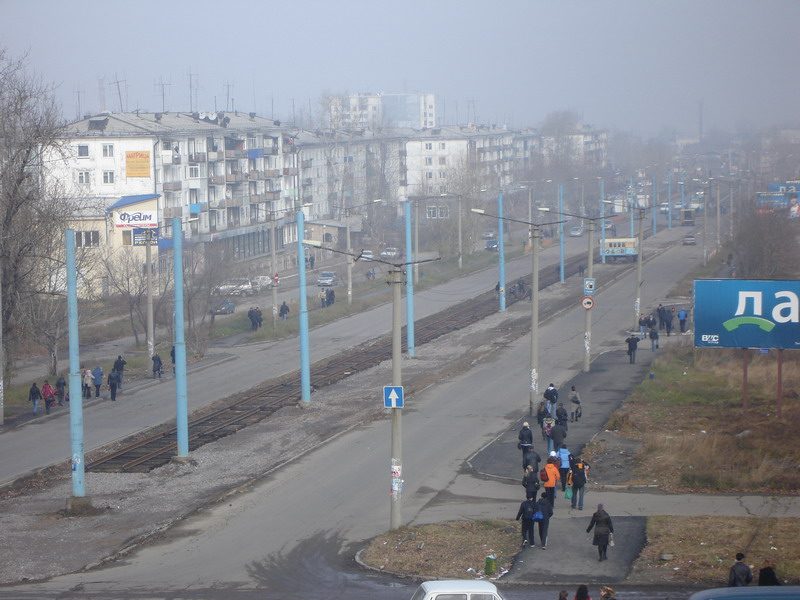
Budowa linii tramwajowej do dworca kolejowego.

Tramwaje w Usolu Syberyjskim – system komunikacji tramwajowej działający w Usolu Syberyjskim w obwodzie irkuckim.

## Historia
Tramwaje w Usolu Syberyjskim uruchomiono 16 lutego 1967. Budowę tramwaju rozpoczęto 1963. Od początku eksploatowano 2 linie
- 1 «Трампарк – 9 столовая»
- 2 « 9 столовая – Рынок»

W latach późniejszych kilka krotnie przedłużano linie tramwajowe. Ostatnim nowym odcinkiem oddanym do ruchu była trasa od pętli Priwokzalnyj do pętli Wokzał. Budowę tego 400 m odcinka rozpoczęto latem 2008, którą przerwano z powodu braku pieniędzy w lipcu 2009. W maju 2010 rozpoczęto przerwaną inwestycję. Pętle Wokzał otwarto 1 października 2010r. W 2004 zamknięto trasę od końcówki RMZ (ПЗО) do zakładów HFK (ХФК).

## Tabor
W Usolu Syberyjskim dominującym typem tramwajów jest KTM-5/KTM-5A, oprócz KTM-5 w mieście eksploatowane są tramwaje typu KTM-8. Dwa tramwaje typu KTM-5RM (o nr 007 i 034) zostały zmodernizowane (razem z wymianą pudła) w Usolu Syberyjskim odpowiednio w 2004 i 2006.
| typ      | sztuk |
| -------- | ----- |
| KTM-5    | 38    |
| KTM-5A   | 3     |
| KTM-5RM  | 2     |
| KTM-8K   | 1     |
| KTM-8KM  | 1     |
| KTM-19KT | 2     |

## Linie
W Usolu Syberyjskim obecnie (2010) są 4 linie (1, 2, 3, 4) z czego linia nr 1 jeździ w dni robocze w godzinach szczytu. Linia nr 2 jeździ w godzinach szczytu i w dni wolne.
- 1 – Trampark (Трампарк) – 9.Stołowaja (9 столовая)
- 2 – Wokzał (Железнодорожный вокзал) – RMZ (ПЗО)
- 3 – Trampark (Трампарк) – Wokzał (Железнодорожный вокзал)
- 4 – Wokzał (Железнодорожный вокзал) – Магистральная